# Simhopp vid olympiska sommarspelen 1952
De olympiska tävlingarna i simhopp 1952 avgjordes mellan den 27 juli och 3 augusti i Helsingfors. 76 deltagare från 22 länder tävlade i fyra grenar.

## Medaljörer
| Gren                            | Guld               | Silver                    | Brons                    |
| Damernas svikt Detaljer...      | Pat McCormick USA  | Mady Moreau Frankrike     | Zoe Ann Olsen-Jensen USA |
| Damernas höga hopp Detaljer...  | Pat McCormick USA  | Paula Jean Myers-Pope USA | Juno Stover-Irwin USA    |
| Herrarnas svikt Detaljer...     | David Browning USA | Miller Anderson USA       | Bob Clotworthy USA       |
| Herrarnas höga hopp Detaljer... | Samuel Lee USA     | Joaquín Capilla Mexiko    | Günther Haase Tyskland   |

## Medaljtabell
| Pl.    | Nation    | Guld | Silver | Brons | Totalt |
| ------ | --------- | ---- | ------ | ----- | ------ |
| 1      | USA       | 4    | 2      | 3     | 9      |
| 2      | Frankrike | 0    | 1      | 0     | 1      |
| 2      | Mexiko    | 0    | 1      | 0     | 1      |
| 4      | Tyskland  | 0    | 0      | 1     | 1      |
| Totalt | Totalt    | 4    | 4      | 4     | 12     |